# Leo Marchiori
Leo Marchiori (26 de junho de 1898 — 27 de maio de 1949) foi um ciclista canadense. Ele representou o Canadá nos Jogos Olímpicos de Verão de 1932, em Los Angeles.